# Louis Davids

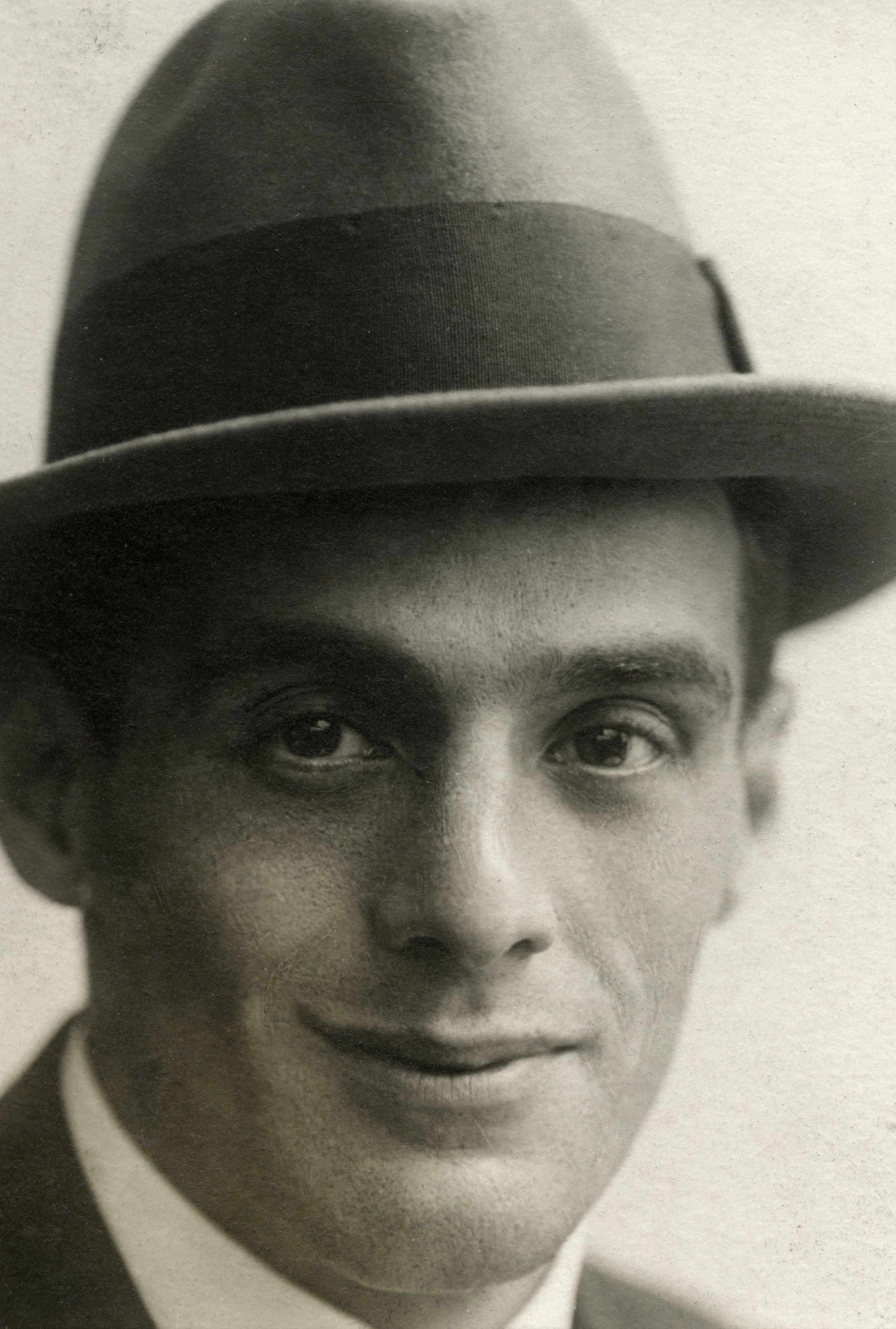
Louis Davids (1919)

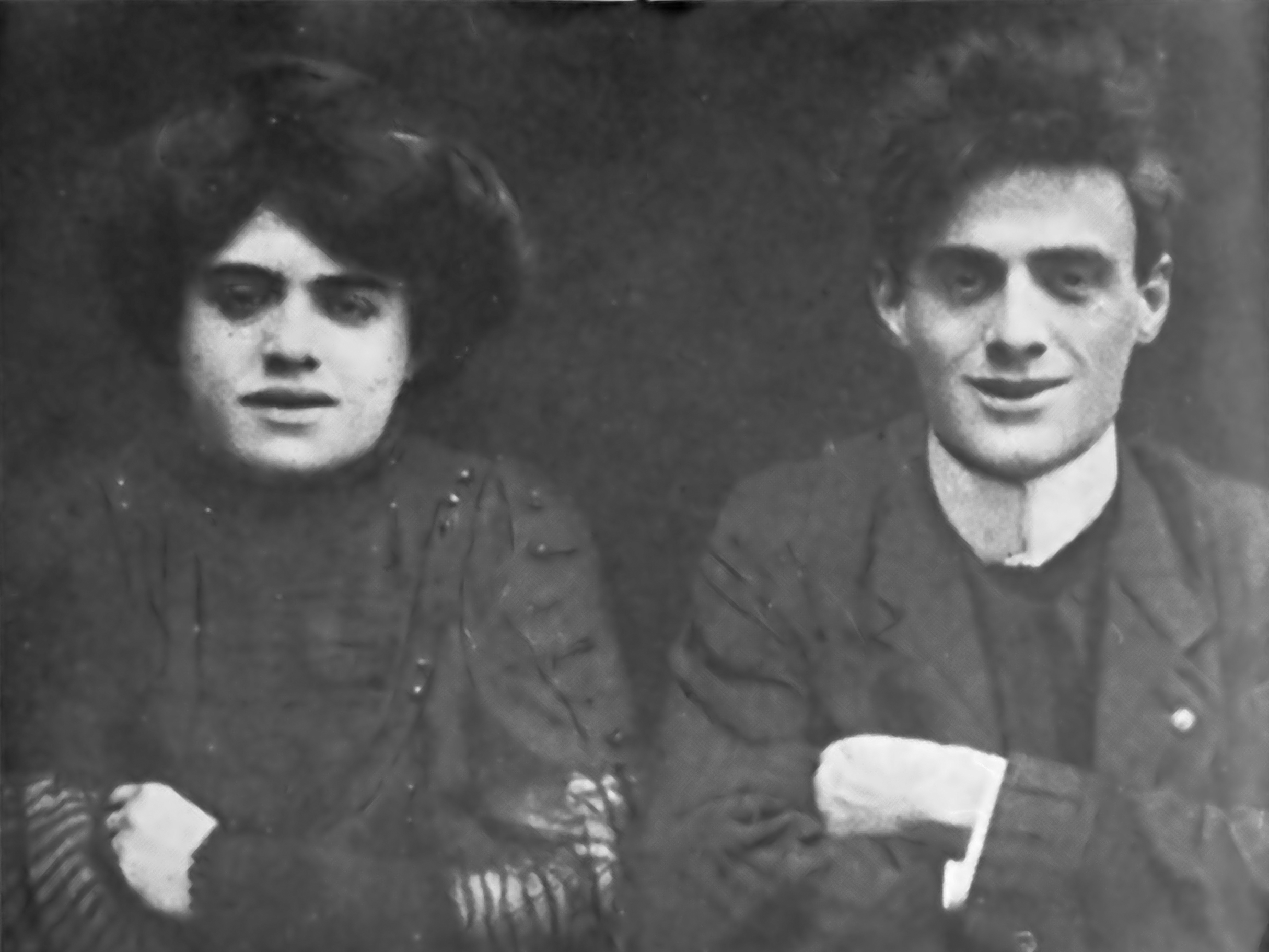
Davids und seine Schwester Heintje

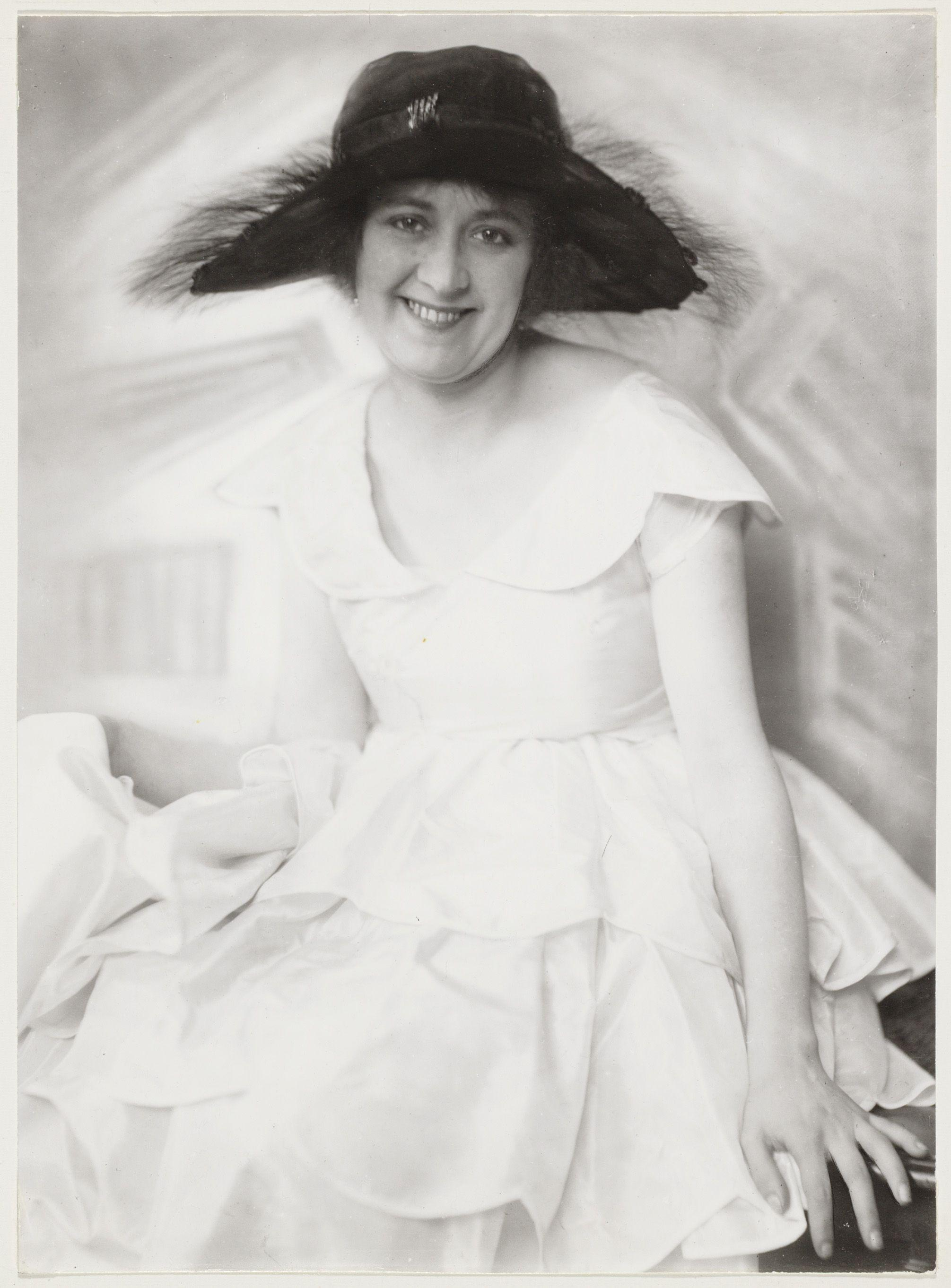
Margie Morris (1918)

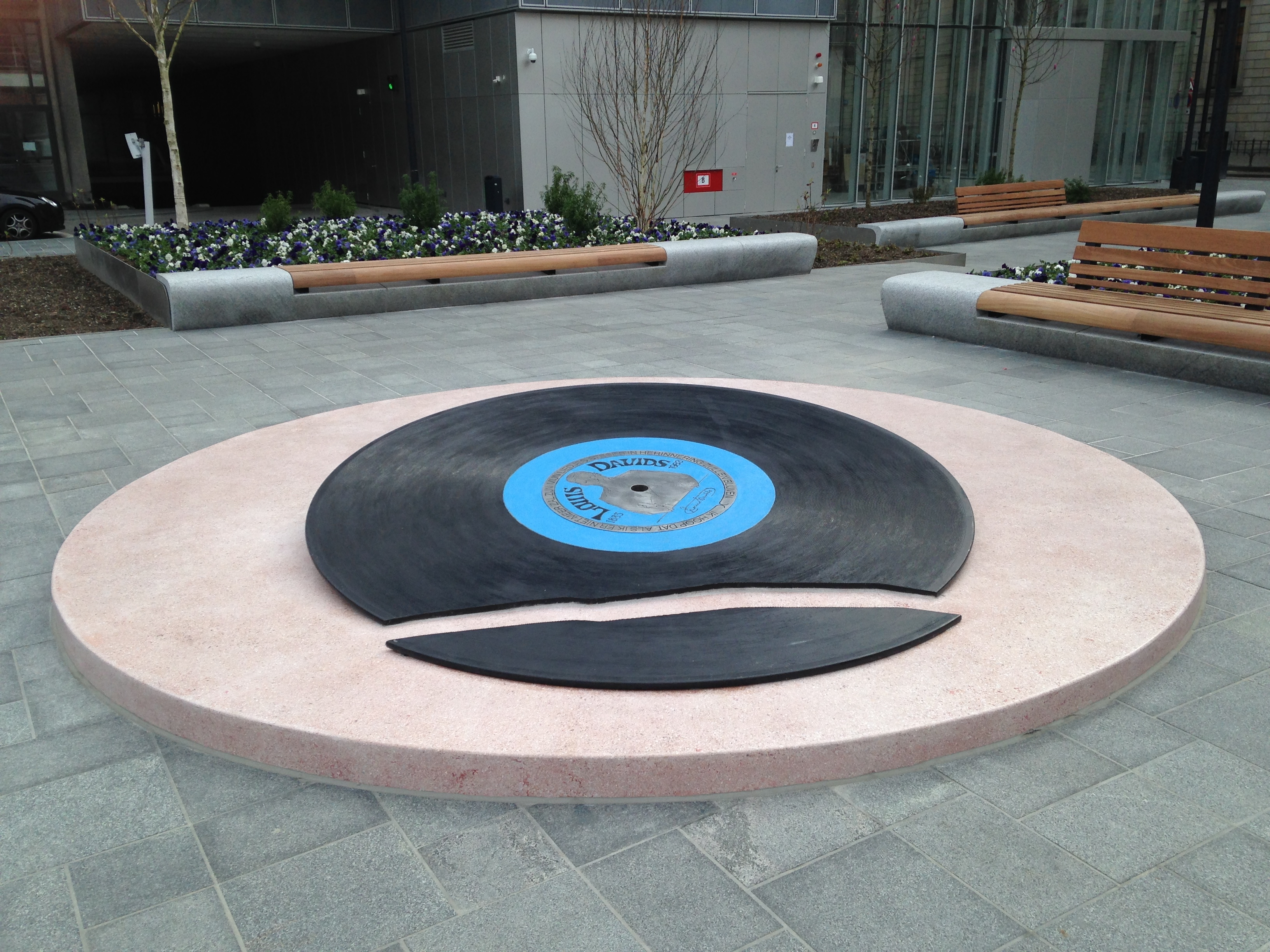
Denkmal von Mathieu Ficheroux in Rotterdam zur Erinnerung an Davids (2008)

Louis Davids, eigentlich Simon David, (geboren 19. Dezember 1883 in Rotterdam; gestorben 1. Juli 1939 in Amsterdam) war ein niederländischer Kabarettist und Revuekünstler. Während seiner fast 50-jährigen Karriere betätigte er sich zudem in den Genres Varieté, Operette und Volkstheater. Er wirkte in rund 20 Filmen mit, trat im Radio auf und nahm zahlreiche Schallplatten auf. Er gilt als eine der wichtigsten Personen in der Geschichte der niederländischen Kleinkunst.

## Biographie

### Familie und junge Jahre
Louis Davids wurde in Rotterdam als Sohn von Francina Terveen (1858–1927) und des Komikers und Gastwirts Levie David (1857–1906) in eine arme jüdische Familie geboren. Er hatte zwei Schwestern – Rebecca später als Rika und Henriette, später als Heintje bekannt – sowie einen Bruder, Hartog, genannt Hakkie; zwei weitere Kinder wurden tot geboren und ein Geschwisterkind verstarb als Säugling. Die Eltern traten mit komischen Duetten auf Jahrmärkten auf, und Louis stand bereits als Achtjähriger auf der Bühne, wobei er von seinem Bruder Hakkie auf dem Klavier begleitet wurde. Ab 1894 ließ der Vater den elfjährigen Louis und dessen achtjährige Schwester Rika als Duo auftreten, das Engagements in den ganzen Niederlanden hatte. Sie traten auch in großen Theatern, vor Königin Wilhelmina und in Belgien und Deutschland auf. 1907 nahmen sie Lieder auf Schallplatte auf.
Nach einem Streit mit seinem Vater – angeblich weigerte sich Louis nach Straßenauftritten weiterhin mit dem Hut herumzugehen und Geld einzusammeln – ging er als Assistent eines Zauberers nach England. Dort zerstritt er sich mit seinem Arbeitgeber und kam nach einem Jahr in die Niederlande zurück, profitierte aber von den Erfahrungen, die er in England gesammelt hatte. Unter diesem Eindruck und mit der Unterstützung seiner Schwester wollte er sich aus dem Schaustellermilieu befreien: „Louis Davids war talentiert, aber ohne seine Ausdauer und seine enorme Arbeitskraft hätte er es wahrscheinlich nie […] geschafft. Von klein auf wollte er in seinem Beruf etwas erreichen, und er stieg von den Jahrmärkten zu Revue und Kabarett von internationalem Ruf auf.“

### Aufstieg zum Star
Mit dem Theaterregisseur Frits van Haarlem konzipierte Louis Davids seine erste erfolgreiche Revue Koning 'kZiezoowat in Amsterdam im Theater Carré, aus der auch ein Kurzfilm entstand. 1907 heiratete seine Schwester Rika den aus Jarosław stammenden jüdischen Illusionisten Joachim Lifshitz (1873–1915), Künstlername John Weil, und begleitete ihn auf einer Tournee nach England. Auf Wunsch des Vaters akzeptierte der Bruder – wenn auch zunächst widerwillig – seine Schwester Heintje, die ein besonderes komisches Talent hatte, als deren Nachfolgerin. Gemeinsam machten die Geschwister Tourneen durch Deutschland und England. In diesen Jahren begann Davids, auch in Operetten und Stummfilmen mitzuwirken.
1906 heiratete Davids Rebecca Kokernoot, mit der er eine Tochter, Francina, hatte. 1913 verließ Davids seine Frau, um mit der Musikerin Margie Morris zusammenzuleben, die er in England kennengelernt hatte. Sie bildeten das Duo He, She and the piano, für das Margie gewöhnlich als Komponistin zeichnete. Ein bekanntes Stück aus dieser Zeit ist De jantjes, das in der Hollandsche Schouwburg aufgeführt und dessen Erzählung 1922 als Stummfilm und 1934 als Tonfilm veröffentlicht wurde. Neben komischen Liedern ergänzten die beiden ihr Repertoire mit Levensliedern, einem niederländischen Genre für sentimentale Musik. 1915 bekamen Margie Morris und Louis Davids einen gemeinsamen Sohn, Louis jr. Während des Ersten Weltkriegs leitete Davids acht Monate lang das Eerste Nederlandse Mobilisatie Cabaret, das vor Soldaten in Gorinchem auftrat.
1919 machten Louis Davids, Margie Morris und Heintje eine gemeinsame, zweijährige Tournee durch Niederländisch-Indien. Nach seiner Rückkehr in die Niederlande verließ Morris Davids, da er eine Affäre mit der Operettenkünstlerin Tilly van der Does hatte. Sie weigerte sich fortan, über Davids zu sprechen. Nach der Trennung wurde Louis jr. zu Pflegeeltern gegeben, die ihn später adoptierten.
Nach Margies Weggang bildeten Louis Davids und Tilly van der Does eine Zeit lang ebenfalls ein Duo, das allerdings weniger erfolgreich war. Von 1922 bis 1926 war Davids Direktor des Casino-Theaters in Rotterdam, eine Aufgabe, die ihm wenig behagte, weil er sich zu gebunden fühlte. 1929 trat er in der Revue Lach en vergeet (Lach und vergiss) mit dem Lied De kleine man auf, das wahrscheinlich sein populärstes wurde. „Sein Lied vom ‚Kleinen Mann‘ im billigen Konfektionsanzug und Bata-Schuhen, ein Hungerleider, der am Ende immer die Rechnung bezahlt, während einige ‚auf hohen Stühlen‘ sitzen, konnte es an Popularität mit der Nationalhymne aufnehmen.“
In dieser und weiteren Revuen stand Johannes Heesters mit Davids auf der Bühne, ebenso in der Operette Im weißen Rößl vor stets ausverkauftem Haus. Ungeachtet seiner Herkunft aus Rotterdam war Davids ein beliebter Interpret von Volksliedern aus dem Amsterdamer Stadtteil Jordaan: „Wo Louis Davids in den zwanziger Jahren auftrat, jubelte das Publikum und sang seine Refrains laut mit.“

### Theaterdirektor in Scheveningen und Tod
1931 übernahm Louis Davids die Leitung des Kurhaus Kabaretts in Scheveningen. Er trat zunächst unter der Leitung von Max van Gelder auf und brachte dann selbst alle zwei Wochen ein neues Programm auf die Bühne, in dem er als Conférencier und Kabarettist mitwirkte. Er lud Künstler aus dem In- und Ausland wie das Ping-Pong-Ensemble oder das Kabarett von Rudolf Nelson ein. Er war Wegbereiter für die Karrieren einer Reihe von bekannten Künstlern wie Wim Kan, Corry Vonk und Wim Sonneveld. Als vielleicht originellster Beitrag zum holländischen Kabarett gelten seine Auftritte als de man in het blauwe pak (der Mann im blauen Anzug) in den 1930er Jahren, „mit den Händen in den Taschen, auf einer leeren Bühne (nur mit einem Pianisten), der seine Lieder […] vortrug und das Publikum mit seinem trockenen Humor oder seiner gedämpften Melancholie, seiner schlagfertigen Improvisation und seiner scharfzüngigen Reaktion auf aktuelle Ereignisse begeisterte“.
Die Texte der meisten Lieder, die Louis Davids vortrug, wurden von Jacques van Tol geschrieben, mit dem Davids von den späten 1920er Jahren an bis zu seinem Tod zusammenarbeitete. Davids erwarb die Texte einschließlich der Urheberrechte und es wurde vereinbart, dass van Tol als Verfasser anonym bleiben sollte. Dafür zahlte Davids ihm das Mehrfache des normalen Honorars. Dass die meisten Texte Davids von van Tol stammten, wurde erst in den 1960er Jahren bekannt. Jacques van Tol war Mitglied der nationalsozialistischen NSB gewesen (wofür er nach Kriegsende zu drei Jahren Haft verurteilt worden war) und hatte während der Besetzung der Niederlande durch die deutsche Wehrmacht unter dem Namen Paulus de Ruiter ein antisemitisches Radioprogramm moderiert. Dass der „beste Textschreiber der Niederlande“ nach dem Krieg wieder für bekannte Künstler arbeitete, darunter auch Davids Schwester Heintje sowie Ria Valk und Corry Brokken, war in der Öffentlichkeit lange unbekannt.
Der Künstlerkollege Sylvain Poons sagte über Louis Davids:

„Er war ein unglaublich egozentrischer Mann. Vielleicht war er auch unsicher, aber er hat es uns nie wissen lassen. Er war nicht einfach im Umgang. Er hatte auch kaum Freunde. Natürlich wurde er aus gutem Grund bewundert. Er starb, nachdem er zehn Jahre lang schwer krank gewesen war, auf dem Höhepunkt seines Ruhms. Er war fast grenzenlos populär. Das lag vor allem an den schönen Liedern, die Jacques van Tol für ihn geschrieben hatte und die Louis Davids viele Jahre lang sorglos und ohne Scham für sich vereinnahmte.“

Der Davids-Kenner Harry van Gunsteren bestätigte dieses Urteil: „Louis Davids war ein unangenehmer Mann. […]. Er wurde vom Publikum gemocht, aber nicht von seinen Kollegen. Die hassten den kleinen Louis.“
1937 musste Davids seine Arbeit im Kurhaus Scheveningen wegen seines Asthmas aufgeben, an dem er schon seit seiner Jugendzeit litt. Er hatte 1939 noch einige Auftritte, die er mit der „hintersinnigen Bemerkung“ begann: „Morgens, wenn ich aufstehe, schaue ich als erstes aus dem Fenster, um zu sehen, ob ich schon im Ausland bin.“ Er starb 1939 im Alter von 55 Jahren. Seine sterblichen Überreste wurden kremiert, die Urne im Kolumbarium des Krematoriums auf dem Friedhof Westerveld in Driehuis bestattet. Später wurden seine Schwester Heintje Davids und deren Ehemann Philip Pinkhof neben ihm bestattet.

### Schicksal der Familie
Zu seinen beiden Kindern hatte Davids kein gutes Verhältnis. Sein Sohn Louis jr. war von seinen Pflegeeltern adoptiert worden, überlebte den Krieg und wanderte nach Australien aus. Seine Tochter Francina heiratete einen Südafrikaner und zog schon vor dem Krieg mit ihrer Mutter Rebecca nach Kapstadt. Da Rebecca Davids sich geweigert hatte, sich scheiden zu lassen, blieben Davids und sie bis zu seinem Tod verheiratet.
Louis Davids' Bruder Hakkie, dessen Frau Sophia und seine Schwester Rica wurden 1943 im Vernichtungslager Sobibor ermordet. Seine Schwester Heintje war die einzige aus seiner Herkunftsfamilie, die den Holocaust überlebte.

## Ehrungen und Erinnerungen
1937 wurde Louis Davids zum Ritter des Ordens von Oranien-Nassau ernannt.
1938 stiftete die Gemeinde Rotterdam den Louis Davidsring, einen Preis für Kleinkünstler. 1983 wurde in der Nähe seines Geburtshauses ein Denkmal für Louis Davids in Form einer riesigen zerbrochenen Schallplatte eingeweiht mit der Inschrift: „Ik hoop dat als ik er niet meer zal zijn, mijn liedjes steeds in herinnering zullen blijven“ („Ich hoffe, dass meine Lieder, wenn ich nicht mehr bin, immer in Erinnerung bleiben werden.“). Die zerbrochene LP soll auch die verschwundene Vergangenheit des Viertels mit viel jüdischem Leben symbolisieren. 2007 musste es abgebaut werden und kehrte 2016 in restauriertem Zustand an seine alte Stelle zurück.
Anlässlich des 100. Geburtstag von Louis Davids wurde 1983 das Musical De Zoon van Louis Davids mit Liedern von Louis Davids, Margie Morris und Jacques van Tol im Fortis Circustheater in Scheveningen aufgeführt.
In mehreren niederländischen Städten sind Straßen nach Louis Davids benannt, wie etwa in Amsterdam, Scheveningen, Rijswijk, Zandvoort und Almere. Auch in Scheveningen gibt es eine Louis Davidsstraat, an der ein gesamter Wohnkomplex den Namen Louis Davids Carré trägt.

## Filmografie
(in verschiedenen Funktionen)
- Koning 'Kziezoowat in Amsterdam (1906)
- Das verhängivolle Schicksal (1915)
- Amerikaansche meisjes (1918)
- De duivel in Amsterdam (1919)
- Schakels (1920)
- Menschenwee (1921)
- De jantjes (1922)
- Bleeke Bet (1923)
- Oranje Hein (1925)
- Hollandsch Hollywood (1933)
- De jantjes (1934)
- Op stap (1935)